# Les Baxter
Leslie „Les“ Baxter (* 14. März 1922 in Mexia, Texas; † 15. Januar 1996 in Newport Beach, Kalifornien) war ein US-amerikanischer Orchesterleiter und Arrangeur, der insbesondere durch seinen Millionenseller Unchained Melody im Jahr 1955 einer breiten Öffentlichkeit bekannt wurde. Weniger bekannt waren seine Kompositionen für über 120 Film- sowie mehr als 130 TV- und Radioprogramme.

## Werdegang

### Mitglied in Bands
Nach dem Piano-Studium am Konservatorium von Detroit fand er einen Job als Tenorsaxophonist und Arrangeur bei Freddy Slack & His Orchestra. Hier taucht er in der Besetzungsliste erstmals am 24. November 1943 für die Titel Small Batch O’Nod, Furlough Fling und Ain’t That Just Like a Man auf, letztmals wird er als Bandmitglied zum Aufnahmedatum 20. Mai 1944 gelistet. Vom 5. Oktober 1944 bis November 1949 sang er sporadisch bei Plattenaufnahmen mit den Mel-Tones, der Begleitgruppe vom Jazzsänger Mel Tormé, für den er seit 1945 als Rundfunkregisseur fungierte.

### Eigene Aufnahmen
Erste eigene Aufnahme war 1947 die experimentelle Pop-LP Music Out of the Moon für Capitol Records, für die er neben einem Chor noch Cello, Waldhorn und das Theremin einsetzte. Den Liner Notes dieser LP zufolge stammen die Grundidee und Themen von Harry Revel, während Les Baxter den einzelnen Tracks die angemessen einzigartige Tönung gegeben hat, indem er Harmonien von Chorstimmen und ungewöhnliche Instrumentaleffekte einsetzte, manchmal ohne Rhythmus und einige mit einem dominanten Beat.
Es folgte ein 3 EPs umfassendes Album unter dem Titel Perfume Set to Music (RCA 1948). Ende der 1950 erhielt er einen Plattenvertrag bei Capitol Records, wo er zunächst für Nat King Cole arrangierte (erstmals bereits 1947 für dessen Aufnahme Nature Boy mit dem Orchester Frank DeVol) und diesen dann auch musikalisch mit eigenem Orchester begleitete, insbesondere beim oft gecoverten Millionenseller Mona Lisa (aufgenommen am 11. März 1950) und Too Young (2. Februar 1951).

Les Baxter - Unchained Melody

Die erste unter seinem Namen katalogisierte Single mit eigenem Orchester beim Label ist Tambarina (27. Oktober 1950, veröffentlicht im November 1950). Im gleichen orchestralen Instrumentalstil (oft mit Chorbegleitung) veröffentlichte er fortan über 40 Singles, darunter acht Top-10-Hits in den US-Popcharts. Der endgültige Durchbruch gelang ihm mit dem am 17. Januar 1955 aufgenommenen Millionenseller Unchained Melody, der für drei Wochen an Rang eins der US-Hitparade notierte und über 1 Million Exemplare umsetzte. Der im Januar 1956 erschienene Evergreen The Poor People of Paris war sein zweiter Millionenseller, der für 4 Wochen die US-Charts anführte. Weitere orchestrale Singles mit Chorbegleitung folgten, konnten jedoch – nach dem Aufkommen des Rock ’n’ Roll – nicht mehr an die Erfolge anschließen. Seine Komposition Quiet Village aus dem 1952 erschienenen Album Ritual of the Savage (das als Geburtsstunde des Musikstils Exotica angesehen wird), wurde später von Martin Denny gecovert und mit Dschungelgeräuschen untermalt. Diese Version kam im März 1959 bis auf Rang 4 der US-Charts. Im Jahr 1962 verließ er Capitol Records, um bei Frank Sinatras Plattenlabel Reprise Records zu unterzeichnen.

## Filmmusiken
Für die seit dem 12. September 1954 im US-Fernsehen (CBS) in 591 Folgen ausgestrahlte Fernsehserie Lassie (in Deutschland ab 21. Juni 1958) schrieb Les Baxter die weithin bekannte Titelmusik von 57 Sekunden Dauer, die zwischen 1958 und 1964 in den Folgen zu hören war.
In den sechziger und siebziger Jahren hat er sich auf die Komposition von Filmmusik spezialisiert. Darunter für die Kinofilme House of Usher (deutscher Titel: Die Verfluchten, 1960), The Raven (Der Rabe – Duell der Zauberer, 1963), The Comedy of Terrors (Ruhe Sanft GmbH, 1963), The Dunwich Horror (Voodoo Child, 1970), Cry of the Banshee (Der Todesschrei der Hexen, 1970), Frogs (Frogs – Frösche, 1972) oder I Escaped from Devil’s Island (Meuterei auf der Teufelsinsel, 1973). Insgesamt ist er für 120 Filmmusik-Kompositionen verantwortlich. Die ASCAP hat für ihn etwa 700 Musiktitel urheberrechtlich geschützt. Baxter gehört damit zu den produktivsten amerikanischen Komponisten. Auf dem Hollywood Walk of Fame ist er mit einem Stern verewigt.

## Diskografie Singles (Auswahl)
Capitol Records:
- Tambarina / Somewhere, Somehow, Someday (#1299), November 1950
- Because of You / Unless (#1493), Juni 1951 (eine Nr. 4 in den US-Charts)
- Blue Tango / Please, Mr. Sun (#1966), Februar 1952 (eine Nr. 10 in den US-Charts)
- Lonely Wine / Lost in Meditation (#2106), Mai 1952
- Auf Wiederseh’n, Sweetheart / Padam Padam (#2143), Juli 1952 (eine Nr. 20 in den US-Charts)
- April in Portugal / Suddenly (#2374), April 1953 (eine Nr. 2 in den US-Charts)
- Ruby / A Little Love (#2457), Mai 1953 (eine Nr. 7 in den US-Charts)
- I Love Paris / Gigi (#2479), Juni 1953 (eine Nr. 13 in den US-Charts)
- The High and the Mighty / More Love Than Your Love (#2845), Juli 1954 (eine Nr. 4 in den US-Charts)
- Unchained Melody / The Medic (#3055), März 1955 (eine Nr. 1 in den US-Charts)
- Wake the Town and Tell the People / I’ll Never Stop Loving You (#3120), August 1955 (eine Nr. 5 in den US-Charts)
- The Poor People of Paris / April in Portugal (#3336), Januar 1956 (eine Nr. 1 in den US-Charts)
- Tango of the Drums / Sinner Man (#3404), April 1956
- Giant / There’s Never Been Anyone Else But You (#3526), Oktober 1956
- (What Happens In) Buenos Aires / The Left Arm of Buddha (#3573), Dezember 1956

## Filmografie (Auswahl)
- 1956: Die Schreckenskammer des Dr. Thosti (The Black Sleep)
- 1957: Reife Blüten (Untamed Youth)
- 1957: Das Mädchen mit den schwarzen Strümpfen (The Girl in Black Stockings)
- 1957: Rebell der roten Berge (War Drums)
- 1957: SOS Raumschiff (The Invesible Boy)
- 1958: Macabre
- 1958: Der Held mit der Maske (The Lone Ranger and the Lost City of Gold)
- 1960: Die Verfluchten (House of Usher)
- 1961: Das Pendel des Todes (The Pit and the Pendulum)
- 1961: Robur, der Herr der sieben Kontinente (Master of the World)
- 1962: Der grauenvolle Mr. X (Tales of Terror)
- 1963: Der Mann mit den Röntgenaugen (X)
- 1964: Pyjama-Party (Pajama Party)
- 1968: Die Satans-Engel von Nevada (The Mini-Skirt Mob)
- 1969: Die wilden Schläger von Rockers Town (Hell's Belles)
- 1969: Tote Bienen singen nicht (Flareup)
- 1970: Voodoo Childe (The Dunwich Horror)
- 1981: Das Engelsgesicht (The Beast Within)